# مانويل رويز سوسا
مانويل رويز سوسا (بالإسبانية: Manuel Ruiz Sosa)‏ ( 10 أبريل 1937 - 12 ديسمبر 2009) كان لاعب كرة قدم إسباني، لعب في مركز خط الوسط.

## وصلات خارجية
- BDFutbol player profile
- BDFutbol coach profile
- National team data (بالإسبانية)
- مانويل رويز سوسا على موقع الاتحاد الدولي (مؤرشف)  (الإنجليزية)
- مانويل رويز سوسا على موقع قاعدة بيانات كرة القدم.إي يو (الإنجليزية)
- مانويل رويز سوسا على موقع ناشيونال فوتبول تيمز (الإنجليزية)